# Displasia mesomélica de Langer
La displasia mesomélica de Langer es una enfermedad de origen genético muy poco frecuente que se caracteriza por una estatura muy baja con acortamiento de las extremidades superiores e inferiores.

## Etiología
Está provocada por mutaciones en el gen SHOX (Short Stature Homeobox) localizado en el cromosoma X (Xp22.33) y cromosoma Y (Yp11.32). Se clasifica dentro del grupo de trastornos conocidos como osteocondrodisplasias. Hasta el año 2010 se habían descrito menos de 50 casos en todo el mundo.

## Pronóstico
No existe tratamiento curativo de la afección, pero la esperanza de vida de los pacientes afectados es normal.